# Hilda Martindale
Hilda Martindale (Leytonstone, 12 de marzo de 1875–South Kensington, 18 de abril de 1952) fue una funcionaria y autora británica, e hija de Louisa Martindale. Fue una destacada defensora de la mejora de las condiciones laborales, en particular de las mujeres. Su testamento estableció el Trust Hilda Martindale en 1952 para financiar a mujeres británicas que intentaran establecerse en profesiones dominadas por hombres.

## Biografía
Hilda Martindale nació el 12 de marzo de 1875 en Leytonstone. Su madre era Louisa Martindale, de soltera Spicer, una activista británica por los derechos de la mujer y sufragista. Su padre era William Martindale, un comerciante de la ciudad que murió antes de que ella naciera. Su hermana mayor, Louisa Martindale (llamada así por su madre) fue una destacada cirujana.
Inicialmente recibió clases de institutrices en Suiza y Alemania antes de asistir a la Brighton High School for Girls. Continuaría sus estudios en el Royal Holloway College y más tarde en Bedford College. Durante 1900-1901 viajó por todo el mundo estudiando cómo se trataba a los niños.

## Carrera y activismo
En 1901 se convirtió en inspectora de fábricas en el Ministerio del Interior del Reino Unido. Fue una de las primeras inspectoras de fábricas de Gran Bretaña. En 1903 escribió un importante informe sobre el envenenamiento por plomo en las fábricas de ladrillos. En 1904 ella y su madre asistieron al Congreso Internacional de Mujeres en Berlín. En 1914 se había convertido en inspectora senior. En 1918 recibió uno de los Honores por Cumpleaños de 1918; específicamente, fue nombrada Oficial de la Orden del Imperio Británico (OBE).         
En 1925 se convirtió en inspectora jefe adjunta de fábricas. En 1933 se incorporó al Tesoro y se jubiló a los 65 años en 1937. Fue una de las primeras mujeres en alcanzar los niveles más altos de la función pública. Fue miembro del Comité del Consejo de Whitley sobre la cuestión de la mujer y, como tal, defendió el derecho de las mujeres a elegir si dejar o no sus trabajos si se casaban, así como el derecho de la igualdad de remuneración.
Después de jubilarse, escribió libros que incluyen A History of Women in the Civil Service, One Generation to Another (sobre su familia), Some Victorian Portraits y Women Servants of the State: 1870-1938.

## Muerte y legado
Martindale murió el 18 de abril de 1952 en Coleherne Court nº44, South Kensington, Londres.
En su testamento, nombró al Bedford College como fideicomisarios del Trust Hilda Martindale, que "otorga cierta financiación a las mujeres británicas para que se capaciten o estudien una carrera en una profesión donde las mujeres estén infrarepresentadas". El premio máximo es de £ 3000.